# Оболенский, Николай Леонидович
Князь Никола́й Леони́дович Оболе́нский (23 июня [5 июля] 1878 — 11 марта 1960, Париж) — в предреволюционные годы губернатор в Курске, Харькове и Ярославле.

## Биография
Происходил из княжеского рода Оболенских. Родился в семье чиновника особых поручений князя Леонида Николаевича Оболенского (1846—1910) и Дарьи Ивановны Шмидт (1850—1923). Его младшая сестра Александра (1890—1975) была матерью К. М. Симонова. В 1901 году окончил юридический факультет Петербургского университета. Земский начальник. Начальник гражданской канцелярии при штабе Верховного Главнокомандующего (1914—1915).
Статский советник (1914). Член Совета министра внутренних дел (1915). Председатель Особого комитета борьбы с дороговизной (1916).
Помощник Варшавского генерал-губернатора П. Н. Енгалычева (1915). Губернатор Курский (15.9.1915 — 7.12.1915), Харьковский (1915), Ярославский (1916 — 11.5.1917). Уволен с поста указом Временного правительства.
В эмиграции состоял при великом князе Николае Николаевиче. С 1957 года почётный председатель Семейного союза князей Оболенских.

## Семья
Жена (с 24.10.1904): Наталья Степановна Соллогуб (5.05.1881—5.01.1963, Париж), дочь Степана Степановича Соллогуба (1840—1905) и Софьи Львовны Яковлевой.
Дети:
- Николай (7.10.1905—10.09.1993). Жена (с 5.11.1933): Елизавета Павловна Демидова (1909—1979). Имели 3 детей.
- Наталья (9.10.1907—9.08.2004), не замужем.
- Михаил (5.04.1912—21.08.1977). Жена (с 2.06.1950): Маривонн Буржуа-Гаварден (Marivonne Bourgeois-Gavardin, 11.04.1915—13.04.1994), детей не было.